# La Fille des dieux
Pour plus de détails, voir Fiche technique et Distribution.
La Fille des dieux (A Daughter of the Gods) est un film muet américain réalisé par Herbert Brenon, sorti en 1916. Il est connu pour la scène de nu filmée près d’une cascade avec l'actrice Annette Kellerman, une célèbre nageuse australienne devenue vedette du cinéma muet. Il n’existe plus aucune copie de ce film qui est considéré comme perdu.
C'était le premier film pour J. Roy Hunt, directeur de la photographie.

## Synopsis
Le sultan vit dans l’amertume depuis que son fils Omar s’est noyé. Il en arrive, des années plus tard, à s’entendre avec la Sorcière du Mal, en lui promettant de l'aider à supprimer Anitia, ravissante et mystérieuse jeune fille, si elle ramène le prince à la vie.
Entre-temps dans le harem du sultan arrive une nouvelle beauté, Zarrah. Elle est la fille d'un cheik arabe qui conspire contre le sultan. Le prince Omar apparaît sur le bord de la mer et Anitia, faite prisonnière, est conduite au palais. Parmi les femmes du harem, la jeune fille se distingue par sa beauté et, lorsqu’elle danse, elle provoque la jalousie de Zarrah, qui s'aperçoit que le sultan est attiré par la nouvelle venue. De rage elle l’enferme dans une tour. Mais Anitia réussit à s’enfuir, en plongeant dans la mer.
Reprise par les gardes, Anitia est sur le point d'être exécutée quand Omar arrive à son secours et la sauve. Jetée à la mer, Anitia rejoint la terre des Gnomes, qui la protègent. Là, elle apprend que Zarrah a tué le sultan et soulève le peuple contre Omar. Dirigés par Anitia, les Gnomes accourent aider le prince mais, dans le tumulte général, Omar tue accidentellement la femme qu’il aime. Comme il se refuse à céder à la passion de Zarrah, celle-ci le poignarde. Dans la mort, son âme rejoint Anitia, sa bien-aimée.

## Fiche technique
- Titre original : A Daughter of the Gods
- Titre français : La Fille des dieux
- Réalisation : Herbert Brenon
- Scénario : Herbert Brenon
- Photographie : divers, dont William Marshall
- Pays de production : États-Unis
- Format : Noir et blanc - 1,33:1 - Film muet
- Genre : drame
- Date de sortie :
  - États-Unis : 17 octobre 1916

## Distribution

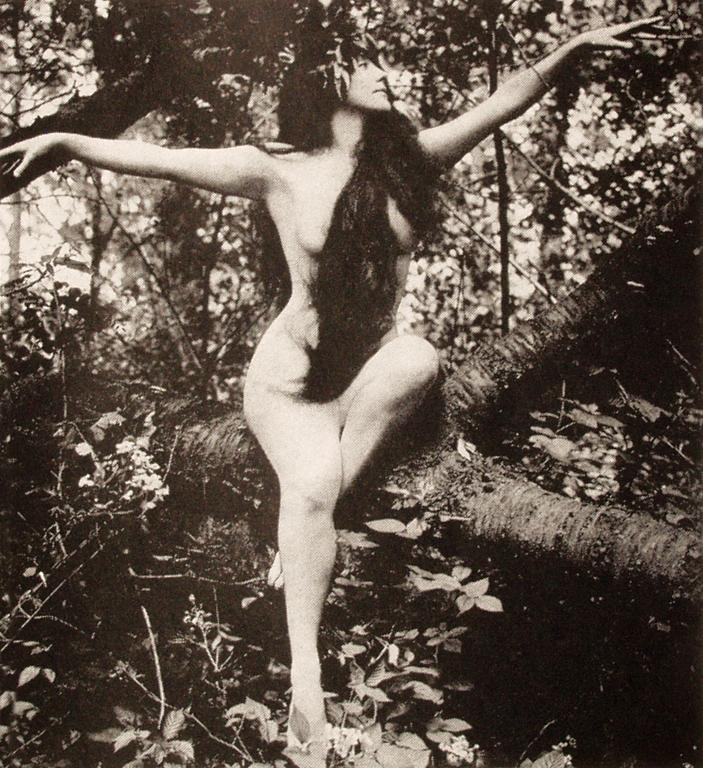
Annette Kellermann dans la scène qui fit scandale à l'époque.

- Annette Kellermann : Anitia, la fille des dieux
- William E. Shay : Prince Omar
- Hal De Forest : le Sultan
- Marcelle Hontabat : Cleone
- Violet Horner : Zarrah
- Jane Lee : Petit Prince Omar
- Stuart Holmes : Marchand
- Katherine Lee : Nydia
- Barbara Castleton